# Dactylaria zapatensis
Dactylaria zapatensis är en svampart som beskrevs av R.F. Castañeda 1988. Dactylaria zapatensis ingår i släktet Dactylaria, ordningen disksvampar, klassen Leotiomycetes, divisionen sporsäcksvampar och riket svampar.   Inga underarter finns listade i Catalogue of Life.